# Subida al Naranco 2010
La Subida al Naranco 2010, quarantaquattresima edizione della corsa, valida come evento del circuito UCI Europe Tour 2010 categoria 1.1, si tenne il 27 aprile 2010 su un percorso totale di 149 km. Fu vinta dallo spagnolo Santiago Pérez con il tempo di 3h47'48" alla media di 39,245 km/h.
Furono 37 i ciclisti che portarono a termine la gara.

## Ordine d'arrivo (Top 10)
| Pos. | Corridore             | Squadra        | Tempo    |
| ---- | --------------------- | -------------- | -------- |
| 1    | Santiago Pérez        | Loulé          | 3h47'48" |
| 2    | Andrés Avelino Antuña | Burgos 2016    | a 2"     |
| 3    | Luis Laverde          | Col. es Pasión | a 7"     |
| 4    | André Cardoso         | Palmeiras      | a 23"    |
| 5    | Pasquale Muto         | Miche          | a 31"    |
| 6    | Przemysław Niemiec    | Miche          | a 46"    |
| 7    | Marcos Fernández      | Xac. Galicia   | a 51"    |
| 8    | Dalivier Ospina       | Col. es Pasión | s.t.     |
| 9    | Fortunato Baliani     | Miche          | s.t.     |
| 10   | José Herrada          | Caja Rural     | a 1'11"  |